# Diecezja Tarbes i Lourdes
Diecezja Tarbes i Lourdes (łac. Dioecesis Tarbiensis et Lourdensis, fr. Diocèse de Tarbes et Lourdes) – rzymskokatolicka diecezja ze stolicą w Tarbes, we Francji. Diecezji pokrywa się terytorialnie z departamentem Pireneje Wysokie.
Biskup Tarbes i Lourdes jest sufraganem arcybiskupa Tuluzy.
Na terenie diecezji pracuje 86 zakonników i 352 siostry zakonne.

## Podział
Terytorium diecezji podzielone jest na 4 obszary:
- Obszar Adour-Côteaux
- Obszar Bagnères - Lannemezan
- Obszar Lourdes
- Obszar Tarbes

## Historia
Diecezja Tarbes powstała w IV wieku.
Od IX wieku biskupstwo była sufraganią archidiecezji Auch.
29 listopada 1801, w następstwie rewolucji francuskiej, diecezja została zlikwidowana. Parafie diecezji Tarbes weszły w skład diecezji Agen i Bayonne.
W dniu 6 października 1822 diecezję reerygowano na ziemiach utraconych w 1801 r. na rzecz diecezji Bayonne.
11 lutego 1858 przy jaskini Massabielle 14-letniej Bernadecie Soubirous objawiła się Matka Boża. W miejscu tym w roku 1874 wzniesiono statuę Madonny z Lourdes, potem neogotycką bazylikę.
Dnia 20 kwietnia 1912 diecezja zmieniła nazwę. Dodano człon Lourdes - miejscowości kultu maryjnego, która leżała na terytorium diecezji.
16 grudnia 2002 diecezja Tarbes i Lourdes została sufraganią archidiecezji Tuluzy.

## Biskupi Tarbes oraz Tarbes i Lourdes

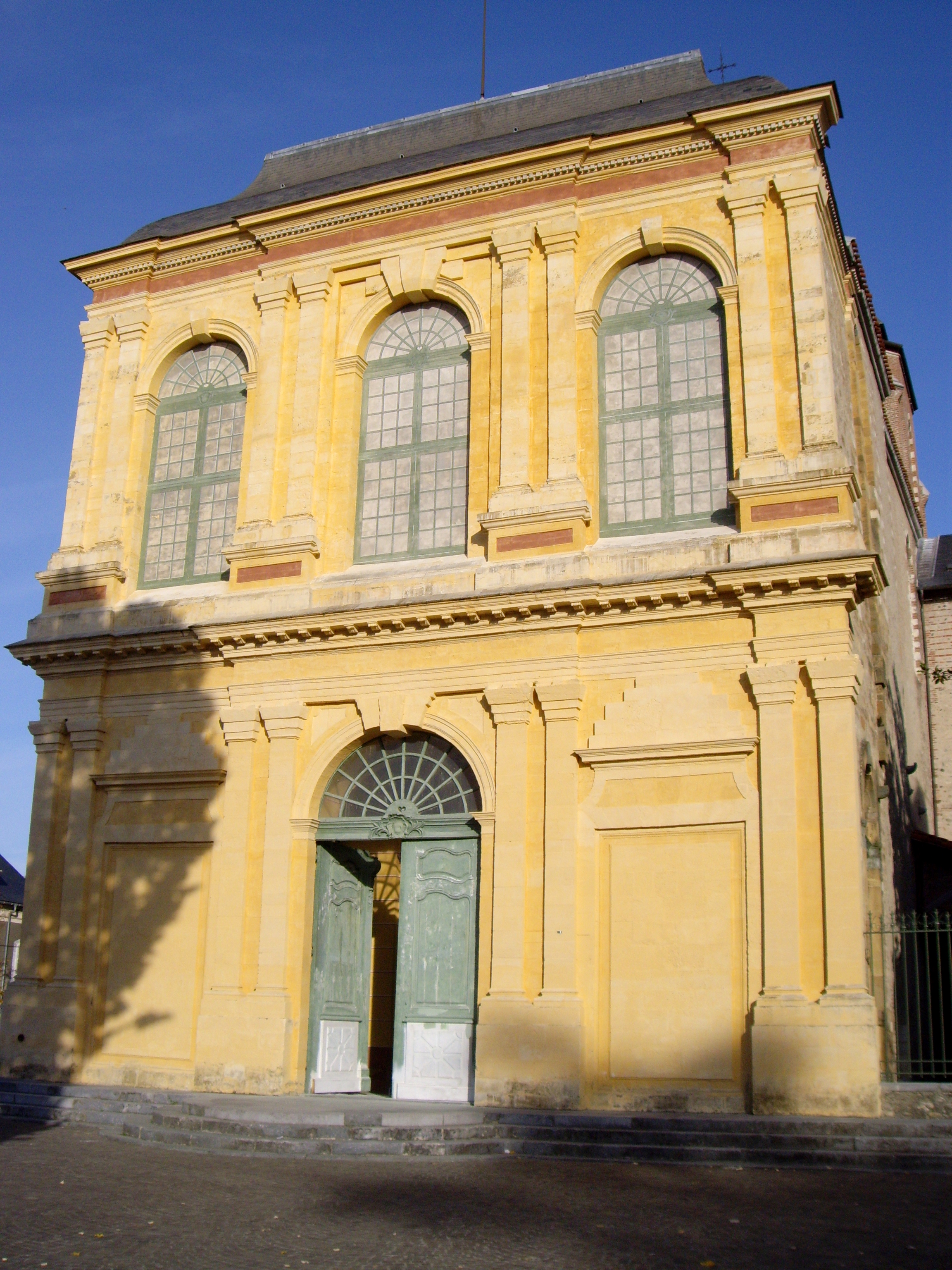
Katedra Notre-Dame de la Sède w Tarbes
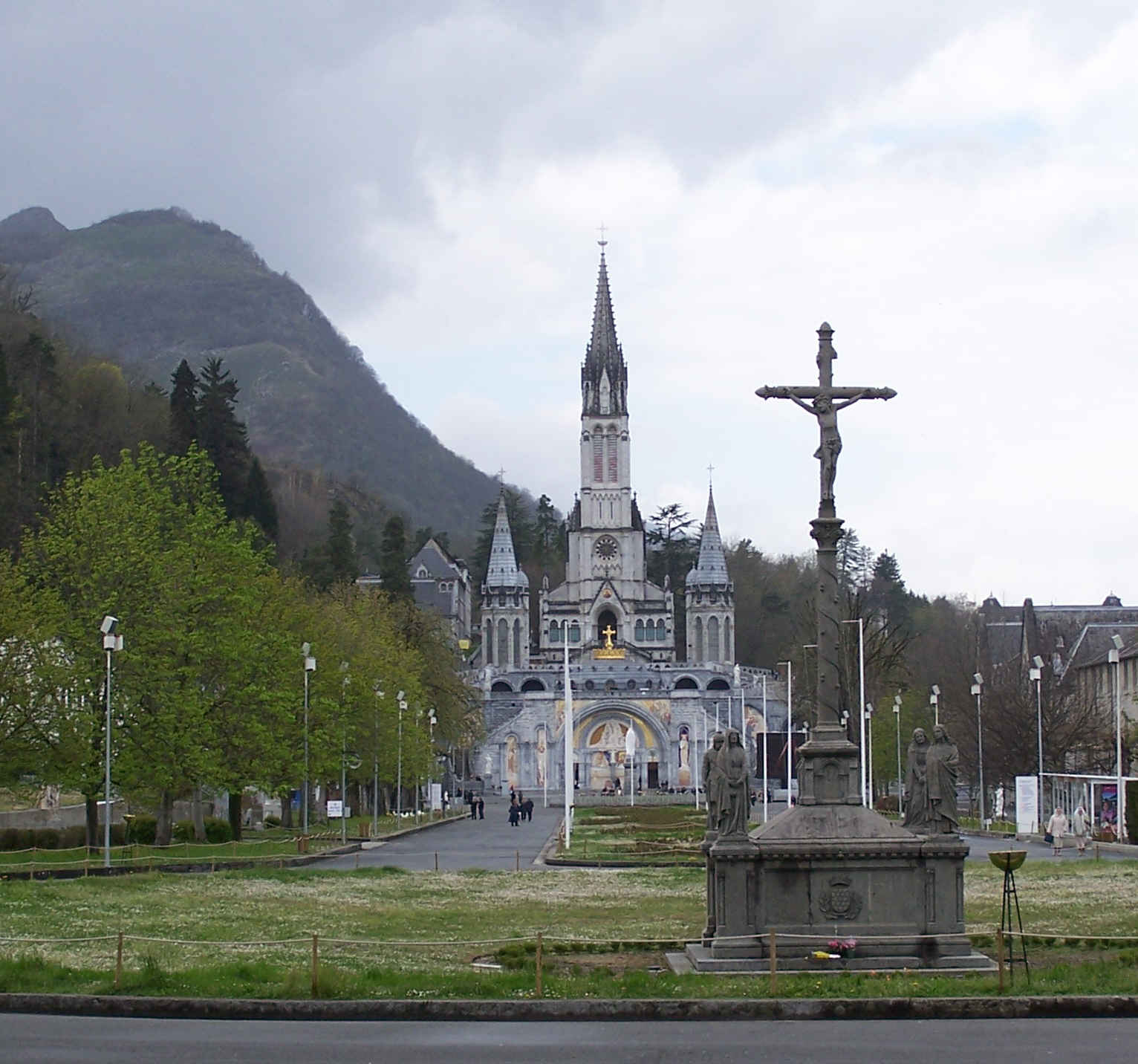
Sanktuarium maryjne w Lourdes